# William Maxwell, 5. Lord Herries of Terregles
William Maxwell, 5. Lord Herries of Terregles († 10. Oktober 1604), war ein schottischer Adliger.
Er war der älteste Sohn von Sir John Maxwell (um 1512–1583) und dessen Gattin Agnes Herries, 4. Lady Herries of Terregles (um 1534–1594). Sein Vater war der zweite Sohn des Robert Maxwell, 4. Lord Maxwell.
Beim Tod seiner Mutter 1594 erbte er deren Adelstitel als 5. Lord Herries of Terregles und wurde dadurch Mitglied des schottischen Parlaments.
Spätestens am 1. Juli 1592 war er mit Catherine Ker († 1600), Schwester des Mark Ker, 1. Earl of Lothian, verheiratet. Mit ihr hatte er mindestens vier Kinder:
- John Maxwell, 6. Lord Herries of Terregles († 1631);
- Sarah Maxwell, ⚭ Sir James Johnston of Johnston;
- Sir William Maxwell of Gribton, ⚭ Barbara Johnstone;
- Sir Robert Maxwell of Sweetheart, Gentleman of the King’s Bedchamber.